# Philly Special
Col nome Philly Special, nota anche come Philly Philly, si intende un'azione a sorpresa eseguita dai giocatori dei Philadelphia Eagles Corey Clement, Trey Burton e Nick Foles sul quarto down e goal verso la fine del secondo quarto di gioco del Super Bowl LII il 4 febbraio 2018.
Nella giocata il quarterback Foles si spostò sulla destra della linea offensiva e il centro Jason Kelce fece lo snap della palla direttamente al running back Clement che la scambiò corta sulla sua sinistra a Burton che a sua volta la lanciò lunga verso destra a Foles in end zone che segnò così un touchdown, diventando così il primo giocatore nella storia sia a ricevere che a lanciare un passaggio da touchdown in un Super Bowl.
La decisione del capo-allenatore degli Eagles Doug Pederson di provare a segnare un touchdown a quel punto della gara piuttosto che accontentarsi di un field goal permise alla squadra di trovarsi in una migliore posizione, facilitandola nel prosieguo della gara contro i New England Patriots vinta poi 41-33. Questa fu la prima vittoria al Super Bowl per la squadra di Philadelphia in 57 anni di attività. Molti analisti la definirono una delle chiamate più coraggiose fatte in un Super Bowl.
NFL Films nel suo racconto della gara ha descritto l'azione come una giocata che gli Eagles non avevano mai tentato, fatta al quarto down da un running back rookie e non selezionato al draft che ha scambiato con un tight end che era la terza riserva e che non aveva mai tentato prima un passaggio nella NFL ma che ha lanciato al quarterback di riserva che non aveva mai fatto una ricezione nella NFL o al college, il tutto eseguito sul più grande palcoscenico del football americano.

## Antefatti

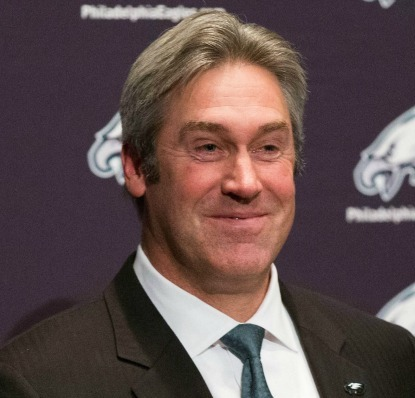
Il capo-allenatore degli Eagles Doug Pederson che ha chiamato la giocata

Una giocata identica alla Philly Special fu realizzata con successo nel college football su una conversione da due punti tentata nel 2012 dai Clemson Tigers con Andre Ellington, DeAndre Hopkins e Tajh Boyd contro Georgia Tech.
Gli stessi Patriots fecero una giocata simile alla Philly Special proprio contro gli Eagles nel 2015 con Tom Brady uscito dalla tasca e lo snap fatto sul running back James White che la passò a Danny Amendola che a sua volta lanciò a Brady per 36 yard.
Nella stagione 2016 una simile giocata fu compiuta dai Chicago Bears contro i Minnesota Vikings proprio nello stesso stadio della Philly Special, lo U.S. Bank Stadium. Come per la Clemson, anche per i Bears la giocata, effettuata da Matt Barkley, Jeremy Langford e Cameron Meredith, si concluse con un touchdown. Il ricevitore degli Eagles Alshon Jeffery, giocatore dei Bears all'epoca, disse che l'allenatore dei wide receiver Mike Groh, che al tempo ricopriva lo stesso ruolo nei Bears, aveva fatto conoscere la giocata a Doug Pederson.
Un mese prima della Philly Special, nel corso della gara della settimana 17 dei Detroit Lions contro i Green Bay Packers, i Lions eseguirono una giocata praticamente identica alla Philly Special su una conversione da due punti con lo snap fatto su Ameer Abdullah che passò a Golden Tate che lanciò quindi a Matthew Stafford che ricevette il passaggio in end zone.
Il coordinatore dell'attacco degli Eagles Frank Reich considerò di provare la giocata nella partita precedente al Super Bowl LII, la finale della NFC contro i Vikings, ma rinunciò dato il punteggio in bilico.
Il quarterback Nick Foles dichiarò in seguito che l'ultima volta che aveva ricevuto un passaggio da touchdown era stato al tempo della scuola superiore, dove aveva giocato da tight end, mentre Trey Burton era stato un quarterback alle scuole superiori e poi all'Università della Florida e aveva segnato in una gara sei touchdown, fissando il nuovo record per la squadra. In seguito fu pubblicato un video di una partita della squadra della scuola superiore di Foles, di Westlake in Texas, dove veniva eseguita una giocata simile alla Philly Special.

## Azioni precedenti alla giocata
Durante il secondo quarto di gara i Patriots avevano tentato un gioco a sorpresa con il lancio di Danny Amendola per il quarterback Tom Brady che aveva corso da ricevitore, ma non era riuscito a ricevere il lancio. Poco dopo la palla tornò in possesso degli Eagles.
Il drive degli Eagles precedente a quello della giocata si era chiuso con un passaggio di Foles intercettato dal defensive back dei Patriots Duron Harmon. I Patriots, riavuto il possesso della palla, andarono a segnare un touchdown su una corsa di 26 yard di James White, portandosi a tre punti di distacco dagli Eagles.
Alla ripresa del gioco Kenjon Barner ritornò il kickoff dei Patriots fino alla linea della 30 yard degli Eagles e seguirono due azioni che fecero guadagnare solo 7 yard, così gli Eagles si trovarono sul terzo down e 3. Nick Foles completò un passaggio per Corey Clement per 55 yard portandosi , con le successive azioni, a una yard dalla meta ma gli Eagles arrivarono al quarto down senza segnare e quindi con un ultimo tentativo possibile. Invece di calciare un più sicuro ma meno redditizio field goal, gli Eagles si stavano già disponendo per tentare un'ultima azione quando il capo-allenatore Pederson chiamò un timeout.
Quando Foles e Pederson parlarono durante il timeout, Foles suggerì di utilizzare la Philly Special e Pederson approvò.

## La giocata

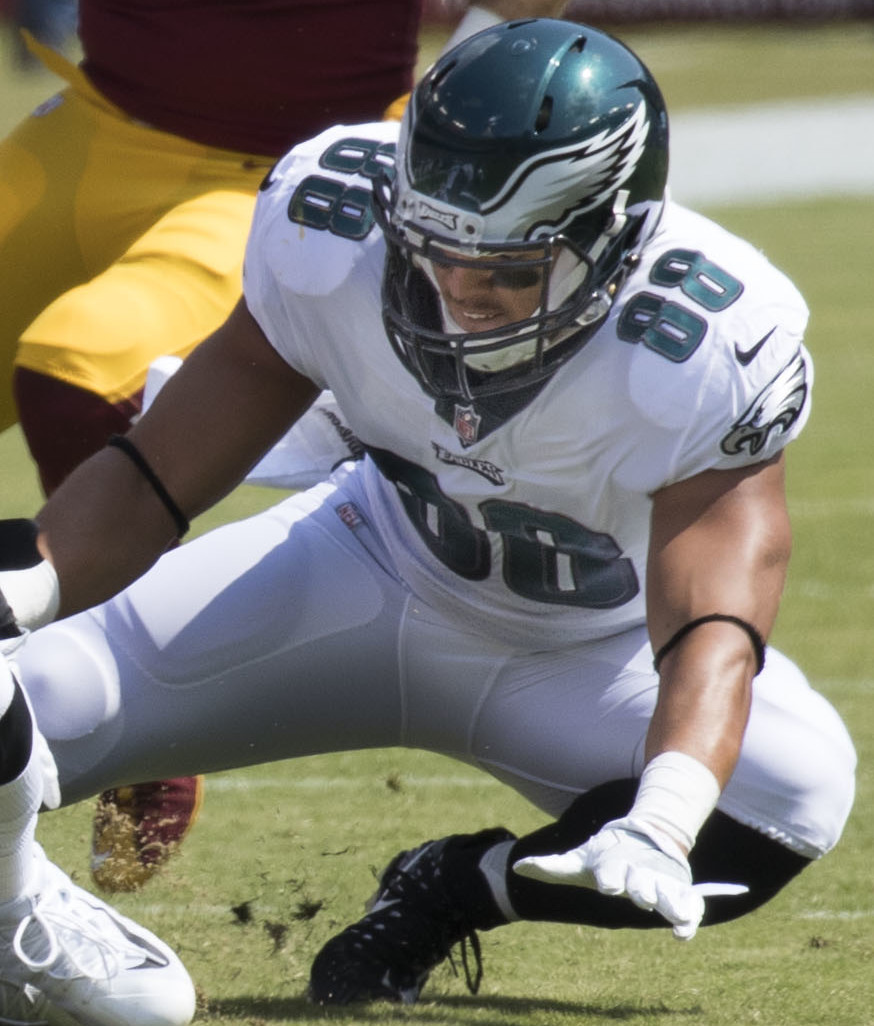
Trey Burton con gli Eagles nel 2017

Foles si allineò nella così detta shotgun formation ma si spostò sulla destra della linea offensiva, dietro al tackle Lane Johnson e gridò "uccidi, uccidi", quindi rimase sul lato destro mentre fu effettuato lo snap per il running back Corey Clement che corse sulla sua sinistra passando la palla lateralmente per Trey Burton che intanto si spostava in verso opposto, dal lato sinistro verso il centro del campo. Quindi Burton lanciò la palla per Foles che nel frattempo correva verso l'angolo destro della end zone e ricevette la palla segnando il touchdown. Dopo che il kicker Jake Elliott segnò l'extra point gli Eagles si ritrovarono sul punteggio di 22-12, arrivando poi all'intervallo su tale risultato.

## Telecronache
- Prima che la giocata fosse fatta il telecronista della NBC Cris Collinsworth espresse il suo sconcerto sul fatto che gli Eagles tentassero un'azione invece di calciare un field goal dicendo:

Questa è una chiamata incredibile...
Questo è come provare un onside kick.
 Qui si può decidere la partita.
Poi quando poco prima dello snap della palla ha notato lo schieramento degli Eagles ha sussurrato "Uh-oh".
- Il cronista Al Michaels commentando la partita per l' NBC Sunday Night Football:[23]

4 e goal. Vanno allo snap ed è
TREY BURTON CHE LANCIA, LA PRENDE FOLES, TOUCHDOWN!
 Non ci si crede !

- Il cronista alla radio per gli Eagles Merrill Reese:[24]

Foles nella shotgun. Clement alla sua destra. Ora si schiera dietro a Foles. Foles si sposta a destra e la palla va direttamente a Clement e Clement la gira dall'altra parte e la palla va in end zone... ED E' UN TOUCHDOWN DI NICK FOLES.

## Controversia

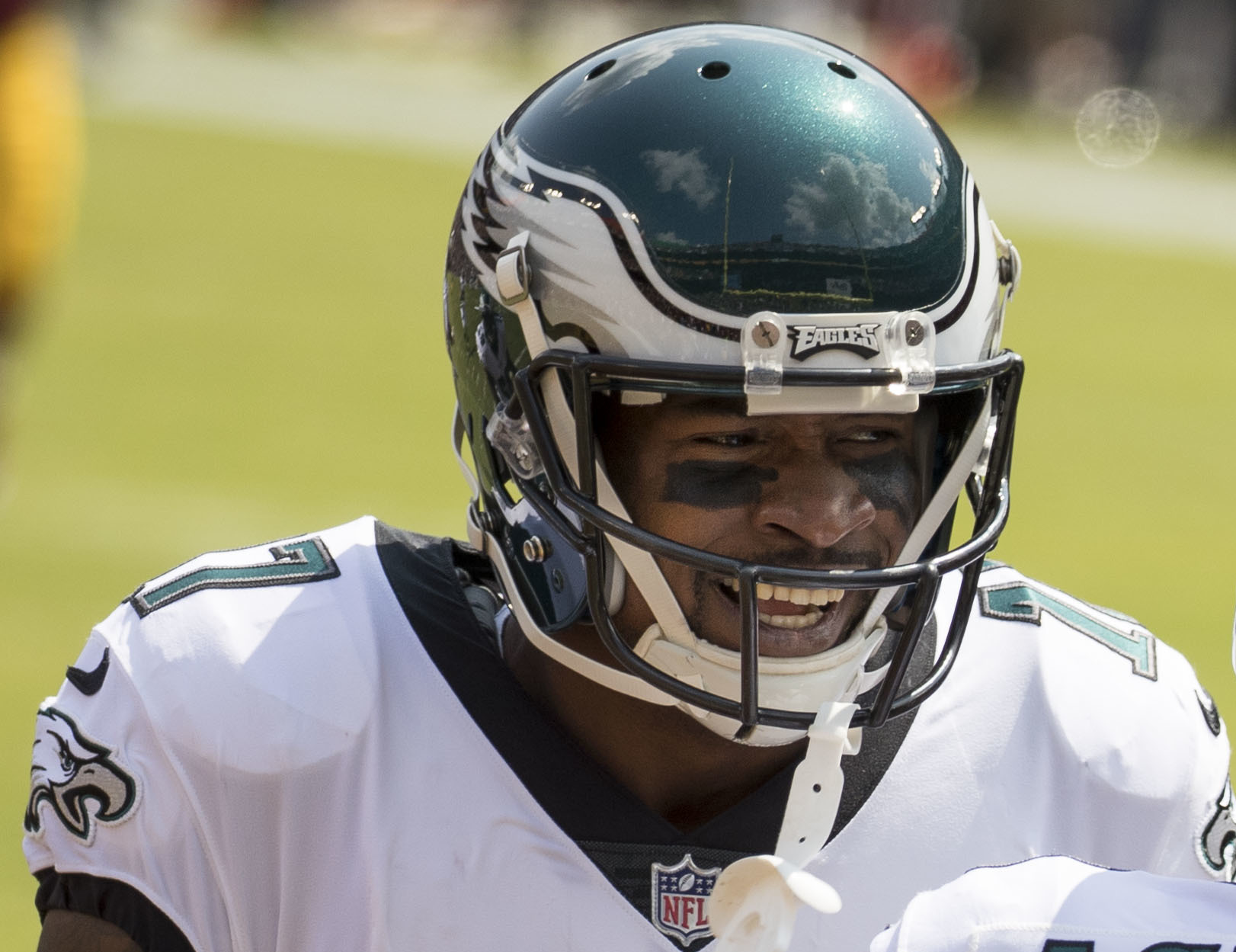
Alshon Jeffery con gli Eagles nel 2017

A seguito della giocata alcuni commentatori sollevarono dubbi se fosse pienamente regolare: le regole della NFL stabiliscono infatti che la squadra che attacca al momento dello snap deve avere almeno sette giocatori sulla linea della palla e definisce un giocatore sulla linea se esso (ad eccezione di chi effettua lo snap) ha il suo casco sullo stesso piano verticale della vita dello snapper. Sulla base di questo fu contestato il fatto che il ricevitore degli Eagles Alshon Jeffery fosse leggermente fuori dalla linea e quindi ci sarebbero stati solo sei giocatori allineati e non sette come previsto. L'ex arbitro NFL e commentatore per Fox Sports Mike Pereira disse che effettivamente erano allineati male ed essendo una giocata a sorpresa si sarebbero dovuti attenere scrupolosamente alle regole e quindi gli arbitri avrebbero dovuto chiamare la penalità. A questo però alcuni fecero notare come prima dello snap della palla, Jeffery fece cenno più volte all'arbitro per avere conferma di essere allineato bene e ogni volta ebbe un segno di assenso, significando quindi che era allineato correttamente. Inoltre il fatto che Jeffery chiedesse conferma del proprio corretto allineamento all'arbitro non va inteso come consapevolezza di una situazione non regolare in quanto fare tale richiesta é una pratica comune nel football americano, sia a livello professionistico che di college.

## Tabellino
| Arbitro: | Gene Steratore |

| |            | |
| J. Elliot 7':55" Q1 (FG) 25 yd A. Jeffery 2':24" Q1 (TD) ricezione da 34 yd L. Blount 8':48" Q2 (TD) corda da 21 yd N. Foles 0':34" Q2 (TD) ricezione da 1 yd J. Elliot 0':34" Q2 (pat) C. Clement 7':18" Q3 (TD) ricezione da 22 yd J. Elliot 7':18" Q3 (pat) J. Elliot 14':9" Q4 (FG) 42 yd Z. Ertz 2':21" Q4 (TD) ricezione da 11 yd J. Elliot 1':5" Q4 (FG) 46 yd | Marcatori  | S. Gostkowski 4':17" Q1 (FG) 26 yard S. Gostkowski 7':24" Q2 (FG) 45 yard J. White 2':4" Q2 (TD) corda da 26 yd R. Gronkowski 12':15" Q3 (TD) ricezione da 5 yd S. Gostkowski 12':15" Q3 (pat) C. Hogan 3':23" Q3 (TD) ricezione da 26 yd S. Gostkowski 3':23" Q3 (pat) R. Gronkowski 9':22" Q4 (TD) ricezione da 4 yd S. Gostkowski 9':22" Q4 (pat) |
| Doug Pederson | Allenatori | Bill Belichick |

## Conseguenze
Gli Eagles andarono a vincere il Super Bowl LII con il punteggio di 41 a 33, prima vittoria del campionato per la squadra dal 1960 e primo Super Bowl vinto.
Dopo la gara, il capo-allenatore degli Eagles Doug Pederson disse ai cronisti: "Noi la chiamiamo la Philly Special" e che l'azione era stata ideata osservando varie giocate sia nella NFL che nel college football che potevano tornare utili e che "l'abbiamo trovata adatta e ci abbiamo lavorato le ultime due settimane e stasera è stata l'occasione giusta". 

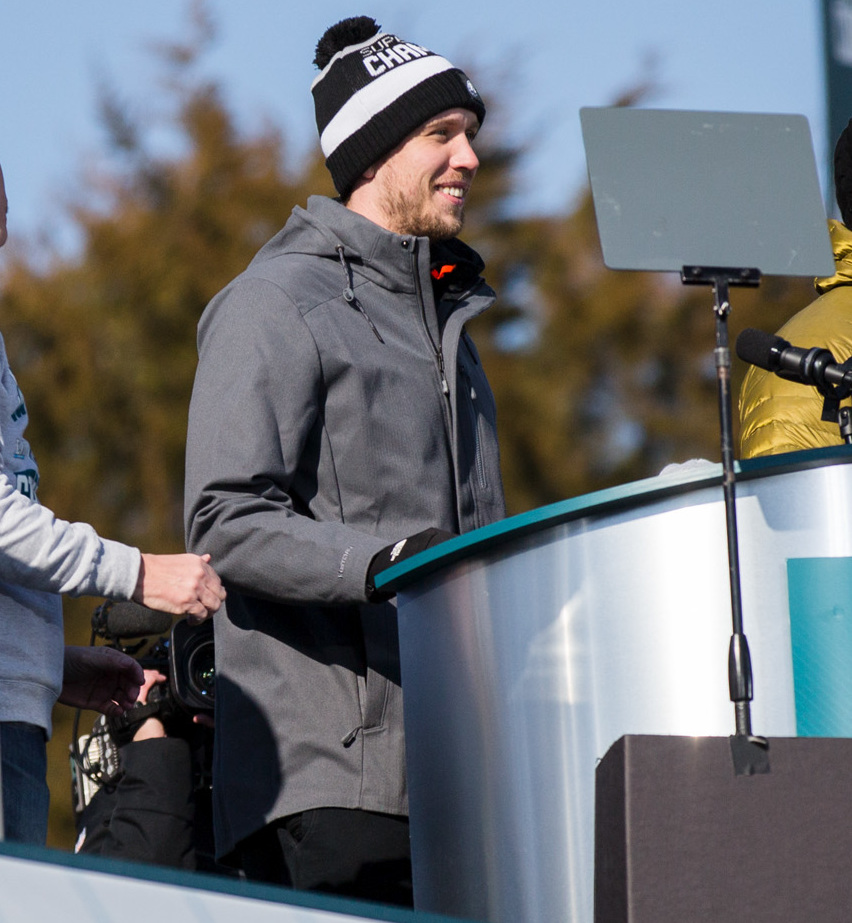
Nick Foles durante la parata per la vittoria del Super Bowl LII

Due giorni dopo la gara nel programma Inside the NFL sulla rete Showtime, fu fatto ascoltare l'audio del dialogo tra Doug Peterson e Nick Foles durante il timeout prima della giocata, catturato dai microfoni a bordo campo della NFL Films, con Foles che suggeriva l'uso della Philly Special dicendo "Vuoi la Philly Philly?" e la risposta di Peterson, dopo una breve pausa di riflessione, "Si facciamola".
Il 20 febbraio Darren Rovell di ESPN annunciò che i Philadelphia Eagles avevano richiesto la registrazione del termine "Philly Special". Altri sette società, inclusa Yuengling, avevano fatto medesima richiesta. Yuengling in seguito ritirò la sua richiesta mentre gli Eagles chiusero con successo la pratica di registrazione solo il 5 ottobre 2021, 1339 giorni dopo averla presentata. La squadra ha quindi usato Philly Special su abbigliamento, accessori e merchandise vario.
Nell'incontro dei proprietari NFL del 2018 a Orlando, Doug Pederson disse che la giocata non sarebbe stata utilizzata per almeno una stagione, essendo ormai conosciuta dalle altre squadre.

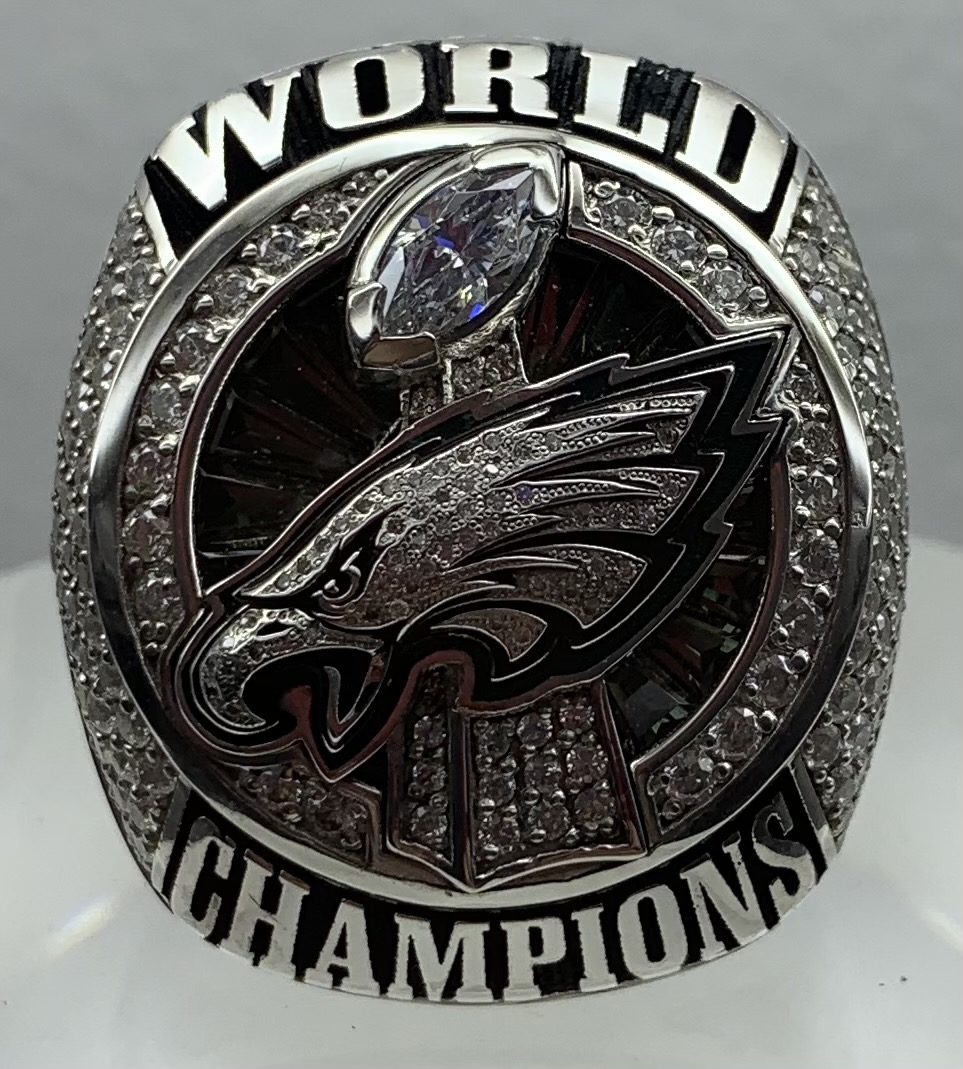
L'anello del Super Bowl LII dei Philadelphia Eagles con 127 diamanti, numero pari alla somma dei numeri di maglia dei giocatori coinvolti nella Philly Special

Il 14 giugno 2018 gli Eagles ricevettero il loro anello del Super Bowl, decorato con 127 diamanti, numero uguale alla somma dei numeri di maglia dei giocatori coinvolti nella giocata: Clement (30), Burton (88) e Foles (9).
Nel settembre 2018 una statua commemorativa della Philly Special, con rappresentato il momento della conversazione a bordo campo tra Foles e Pederson, fu inaugurata allo stadio degli Eagles, il Lincoln Financial Field.
Nel 2022 gli uomini di linea degli Eagles Lane Johnson, Jason Kelce e Jordan Mailata realizzarono un album di canzoni per Natale con il titolo ispirato dalla giocata: A Philly Special Christmas.

### Giocate simili
La Philly Special, o giocate molto simili, furono eseguite in seguito sia in gare della NFL che di altri campionati. 

#### NFL
- Il 6 settembre 2018, nella gara inaugurale della stagione 2018 gli Eagles fecero con successo una giocata simile alla Philly Special contro gli Atlanta Falcons, ottenendo un primo down. Malgrado la Philly Special venga occasionalmente detta "Philly Philly", come fatto da Foles nella conversazione con Pederson, lo stesso Pederson disse che la giocata fatta contro i Falcons si chiamava proprio "Philly Philly".[40]
- Il 20 settembre 2018 i Cleveland Browns operarono una conversione da due punti contro i New York Jets in cui il running back Duke Johnson ricevette lo snap passandola al wide receiver Jarvis Landry che lanciò al quarterback Baker Mayfield. Dal momento che Landry è mancino la giocata fu fatta sul lato sinistro del campo. La giocata fu soprannominata "Baker Special" o "Cleveland Special" o ancora "Dilly Special" in riferimento alla campagna pubblicitaria della Bud Light.[41][42] L'azione permise ai Browns di pareggiare momentaneamente la gara andando poi a vincerla, terminando così una striscia di 19 partite senza vittorie. Dopo la partita nei bar di Cleveland furono aperti i così detti "frigoriferi della vittoria" piazzati da Bud Light in attesa della prima vittoria dei Browns.[43]
- Il 2 dicembre 2018 i Chicago Bears usarono la giocata realizzando un touchdown contro i New York Giants a tempo scaduto per pareggiare la gara e andare ai tempi supplementari. Nella giocata Trey Burton, passato quell'anno ai Bears, scambiò la palla con Tarik Cohen che lanciò il passaggio da touchdown. I Bears furono tuttavia sconfitti ai tempi supplementari.[44]
- Il 19 settembre 2021 gli Eagles tentarono una giocata simile contro i San Francisco 49ers con Greg Ward, che aveva giocato da quarterback al college, che lanciò per Jalen Hurts ma il passaggio fu incompleto.[45]
- Nella partita della settimana 6 della stagione 2021 tra i Buffalo Bills e i Tennessee Titans del Monday Night Football i Bills conclusero una conversione da due punti usando la Philly Special, con il cronista Steve Levy che chiamò la giocata "Buffalo Special".[46]
- Nel Super Bowl LVI i Cincinnati Bengals fecero una giocata a sorpresa con il running back Joe Mixon che lanciò un touchdown al wide receiver Tee Higgins. Mixon fu il primo giocatore non quarterback a lanciare un touchdown in un Super Bowl dopo Burton nella Philly Special. Anche i Los Angeles Rams provarono una giocata simile alla Philly Special nel seguito della gara con il quarterback dei Rams Matthew Stafford che scambiò la palla con il running back Darrell Henderson che la passò al wide receiver Cooper Kupp, il quale la lanciò poi in profondità a Stafford.[47]
- Il 2 ottobre 2022 i New York Jets eseguirono una giocata simile alla Philly Special segnando un touchdown contro i Pittsburgh Steelers con il wide receiver Braxton Berrios che ricevette la palla e la lanciò lungo per un touchdown al quarterback Zach Wilson.[48]

#### Alliance of American Football
- Nel 2019 durante la gara inaugurale della Alliance of American Football il capo-allenatore Steve Spurrier chiamò la giocata "Orlando Special", simile alla Philly Special, che aiutò gli Orlando Apollos ad ottenere la vittoria 40-6 sugli Atlanta Legends.[49]

#### College Football
- Il 21 settembre 2019 i Pittsburgh Panthers eseguirono la giocata "Pitt Special" durante la partita contro gli UCF Knights vinta alla fine dai Panthers 35-34.[50]
- I North Carolina Tar Heels eseguirono una giocata simile alla Philly Special in due occasioni: la prima nel Military Bowl contro i Temple Owls e poi contro i Miami Hurricans nella gara finale della stagione 2020.[51] Nella versione dei Tar Heels fu eseguita in entrambi i casi dal wide receiver Rontavius "Toe" Groves che lanciò per il quarterback Sam Howell in touchdown.
- L'11 settembre 2021 i Notre Dame Fighting Irish provarono ad eseguire una Philly Special contro i Toledo Rockets ma il quarterback Jack Coan fu marcato durante la giocata e Avery Davis improvvisò lanciando al running back Kyren Williams che chiuse con successo la conversione da due punti.[52]
- Il 18 settembre 2021 i San Diego State Aztecs eseguirono la Philly Special, con il loro quarterback di riserva Lucas Johnson, segnando il touchdown della vittoria contro i Utah Utes al terzo tempo supplementare.[53]
- Il 21 novembre 2021 i Cincinnati Bearcats eseguirono la Philly Special nel terzo quarto di gara contro i SMU Mustangs chiudendola con successo per il primo touchdown in carriera del quarterback Desmond Ridder.[54]